# LXQt
LXQt는 완전한 데스크톱 환경을 제공하는 것을 목표로 하는, 개발 중인 소프트웨어 패키지의 번들이다. LXDE과 Razor-qt 프로젝트의 병합을 통해 만들어졌다.

## 역사
GTK+ 3에 만족하지 못한 LXDE의 유지보수자 Hong Jen Yee는 2013년 초에 Qt를 실험하였으며 2013년 3월 26일 최초 버전의 Qt 기반 PCManFM을 출시하였다. 그러나 그는 "Gtk+와 Qt 버전은 공존할 것이다"라고 못박았다. 나중에 그는 LXDE의 Xrandr 프론트엔드를 Qt로 이식하였다.
2013년 7월 3일에 Hong Jen Yee는 완전한 LXDE 스위트의 Qt 포팅 버전을 발표하였으며, 2013년 7월 21일, Razor-qt와 LXDE는 두 프로젝트의 병합을 결정했다고 발표하였다. 이 병합은 GTK+와 Qt 버전이 처음에 공존할 것이지만 최종적으로는 GTK+ 버전을 중단하고 Qt 포팅 노력에 초점을 두겠다는 의미가 된다. LXDE-Qt와 Razor-qt의 병합으로 말미암아 LXQt로 이름이 바뀌었으며, 최초 릴리스 버전 0.7.0은 2014년 5월 7일에 이용이 가능하게 되었다.

## 소프트웨어 구성 요소
LXQt는 수많은 모듈 방식의 구성 요소로 이루어져 있으며 그 중 일부는 Qt와 KDE 프레임워크 5에 의존한다.
| 이름                 | 의존 (Qt 외)       |
| -------------------- | ------------------ |
| qterminal            |                    |
| en:QupZilla          |                    |
| sddm                 |                    |
| lximage-qt           |                    |
| lxmenu-data          |                    |
| lxqt-about           |                    |
| lxqt-admin           |                    |
| lxqt-common          |                    |
| lxqt-config          | KScreen (en:RandR) |
| lxqt-globalkeys      | KGlobalAccel       |
| lxqt-notificationd   |                    |
| lxqt-openssh-askpass |                    |
| lxqt-panel           | Solid              |
| lxqt-policykit       |                    |
| lxqt-powermanagement | Solid              |
| lxqt-qtplugin        |                    |
| lxqt-runner          |                    |
| lxqt-session         |                    |
| lxqt-sudo            |                    |
| menu-cache           |                    |
| obconf-qt            |                    |
| compton-conf         |                    |
| pcmanfm-qt           |                    |
| qt-gtk-engine        |                    |

### 로드맵
- LXQt 로드맵

## 버전 역사
| 버전  | 날짜       | 설명 |
| ----- | ---------- | --- |
| 0.7.0 | 2014-05-07 | |
| 0.8.0 | 2014-10-13 | 완전한 Qt 5 호환성 |
| 0.9   | 2015-02-08 | 상당한 내부 정리 및 리팩터링 처리. Qt 4 호환 지원이 중단되어 Qt 5 및 KDE 프레임워크 5 필요. Qt 5.3이 현재 최소 요구 버전임. |
| 0.10  | 2015-11-02 | |
| 0.11  | 2016-09-24 | |
| 0.12  | 2017-10-21 | 최소 Qt 버전 5.6.1 |

## 같이 보기
- Razor-qt